# نصف‌النهار ۲۷ درجه شرقی
نصف‌النهار ۲۷ درجه شرقی ۲۷مین نصف‌النهار شرقی از گرینویچ است که از لحاظ زمانی ۱ساعت و ۴۸دقیقه با گرینویچ اختلاف زمانی دارد.
این نصف‌النهار از قطب شمال شروع و از مناطق زیر گذشته و به قطب جنوب ختم می‌شود.
- قاره اروپا
- قاره آفریقا
- اقیانوس هند